# حكومة أحمد الداعوق
الحكومة اللبنانية الثلاثون بعد الاستقلال، والثالثة بعهد الرئيس فؤاد شهاب، وهي الحكومة الوحيدة التي ترأسها أحمد الداعوق. شكلت الحكومة بموجب المرسوم رقم 4256 بتاريخ 14 أيار / مايو 1960، ولم تمثل الحكومة أمام المجلس النيابي بسبب حل البرلمان من أجل إجراء انتخابات نيابية، واستقالت الحكومة بتاريخ 1 آب / أغسطس 1960 بعد إجراء الانتخابات.

## أعضاء الحكومة
- أحمد الداعوق رئيساً لمجلس الوزراء ووزيراً للدفاع الوطني.
- جورج فيليب نقاش وزيراً للإرشاد والأنباء ووزيراً للأشغال العامة والنقل.
- فيليب تقلا وزيراً للاقتصاد الوطني ووزيراً للخارجية والغتربين ووزيراً للسياحة.
- فؤاد نجار وزيراً للبرق والبريد والهاتف ووزيراً للزراعة.
- جبران نحاس وزيراً للتربية الوطنية والفنون الجميلة ووزيراً للعدلية.
- إدمون كسبار وزيراً للتصميم العام ووزيراً للداخلية.
- حسن عواد المقداد وزيراً للصحة العامة.
- أمين بيهم وزيراً للعمل والشئون الاجتماعية ووزيراً للمالية.

## وصلات خارجية
- موقع رئاسة مجلس الوزراء الرسمي